# Групама
Групама (на френски: Groupama) е френски застраховател със седалище в Париж, Франция. С повече от 100 години присъствие на пазара, „Групама Груп“ оперира в 11 държави.
Групама Груп е фокусирана в разработването на три бизнес направления, които са застраховане, банково и финансово обслужване, както и недвижимо имущество.
Структурата на групата включва 3 търговски марки: „Groupama“, „Gan“ и „Amaguiz“.
По данни от 2017 г., „Групама“ разполага с 32 600 служители в международен мащаб.

## История
Началото на Групама е поставено през 1900 г. от група земеделски стопани, фокусирани главно върху собствените си застрахователни потребности.
Предшественикът на „Групама“ е създаден като взаимоспомагателна организация, която е съсредоточена както върху селскостопанските нужди, така и върху местните власти и бизнеса.
- На 4 юли 1900 г. се приема закон, който определя специфичната правна рамка за фондовете за взаимна застраховка в земеделието.
- През 1972 г. се създава Дружество за животозастраховане, в партньорство с Crédit Agricole.
- През 1986 г. се създава брандът „Групама“.
- 1998 г. „Групама“ придобива „Gan“, четвъртият най-голям френски застраховател, което я превръща във втората най-голяма застрахователна компания във Франция.
- През 2001 г. „Групама“ разширява банковите си услуги, продължавайки да разширява застрахователния си бизнес във Франция.
- 2009 г. се осъществяват обединявания на банкови услуги, в това число и сливане на „Banque Finama“ с „Groupama bank“.

## Групама в България
На българския пазар „Групама“ присъства от 2008 г., след като придобива двете застрахователни дружества „ДСК Гаранция“. От 2009 г. дружествата са преименувани на „Групама Застраховане“ ЕАД и „Групама Животозастраховане“ ЕАД. Застрахователните дружества са асоцииран партньор на Банка ДСК по силата на дългосрочно сътрудничество. В резултат на успешното си съвместно партньорство с Банка ДСК през 2011 г. „Групама Животозастраховане“ е отличена с наградата „Най-добър комбиниран финансов продукт“ за застраховка „Живот, свързан със структуриран бонд“.
От 2014 г. компанията стартира мащабен проект по изграждането на собствена агентска структура и към 2017 г. има офиси градовете София, Пловдив, Варна, Бургас, Велико Търново, Враца и Благоевград.
Изпълнителен директор на дружеството в България е Селин Болар.
През 2016 г. компанията реализира над 22 млн. лева премиен приходи и портфолио от над 300 хил. клиенти.